# Est des États-Unis
Ne doit pas être confondu avec Côte est des États-Unis.

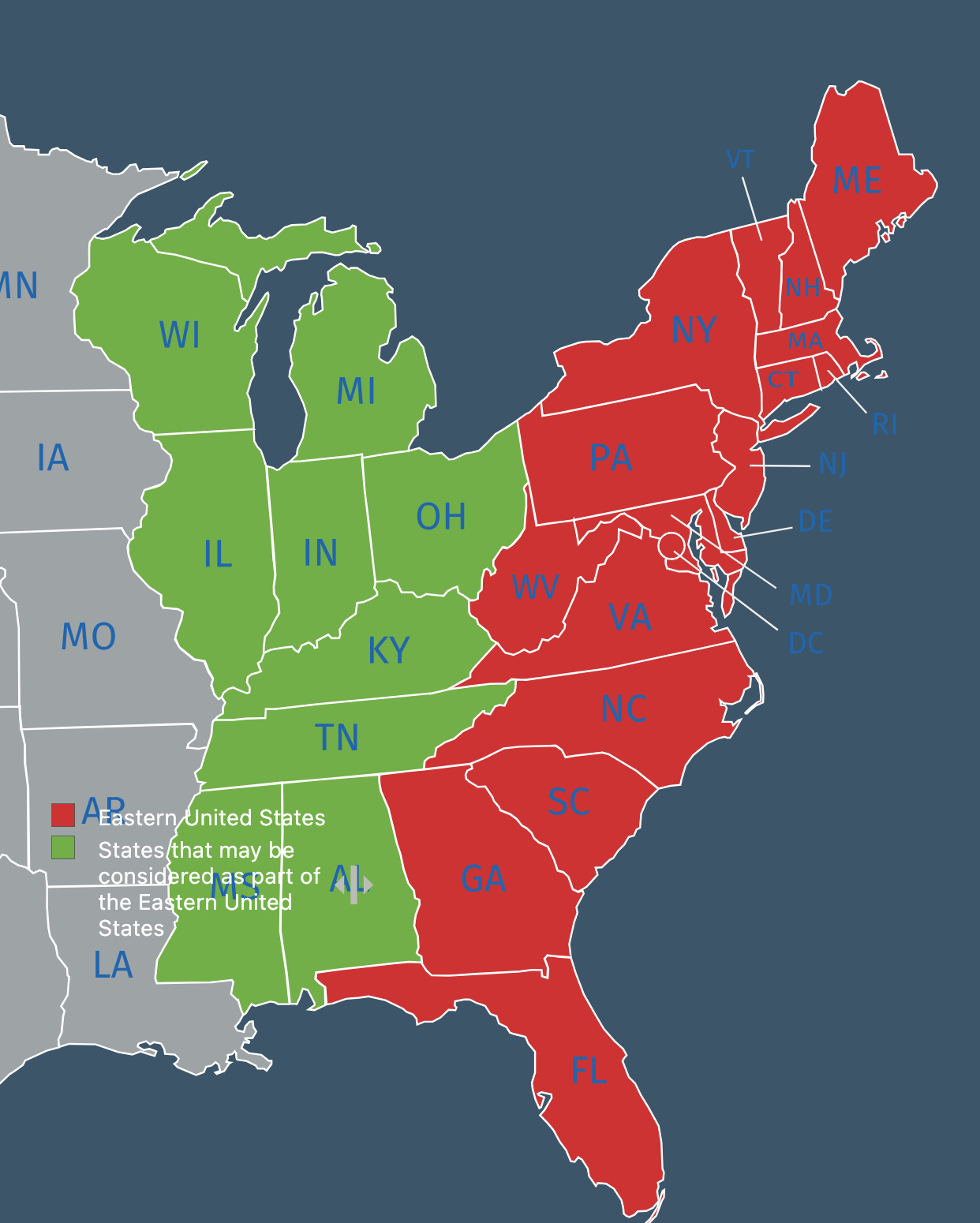
Carte de l'Est des États-Unis (en rouge), dont États apparentés (en vert).

L'Est des États-Unis (en anglais : Eastern United States ou American East) désigne une grande région de l'est des États-Unis globalement constituée des États situés à l'est du fleuve Mississippi, ainsi que de la capitale fédérale, Washington.
Divisée par l'Ohio et les Appalaches, elle comprend traditionnellement trois sous-parties qui sont le Sud, le Vieux Nord-Ouest et le Nord-Est.
En 2011, l'Est américain compte 179 millions d'habitants, soit 58 % de la population totale des États-Unis,,.